# Шашков, Анатолий Герасимович
Анатолий Герасимович Шашков (1927—2011) — советский белорусский учёный в области теплофизики, академик Академии наук Белорусской ССР.

## Биография

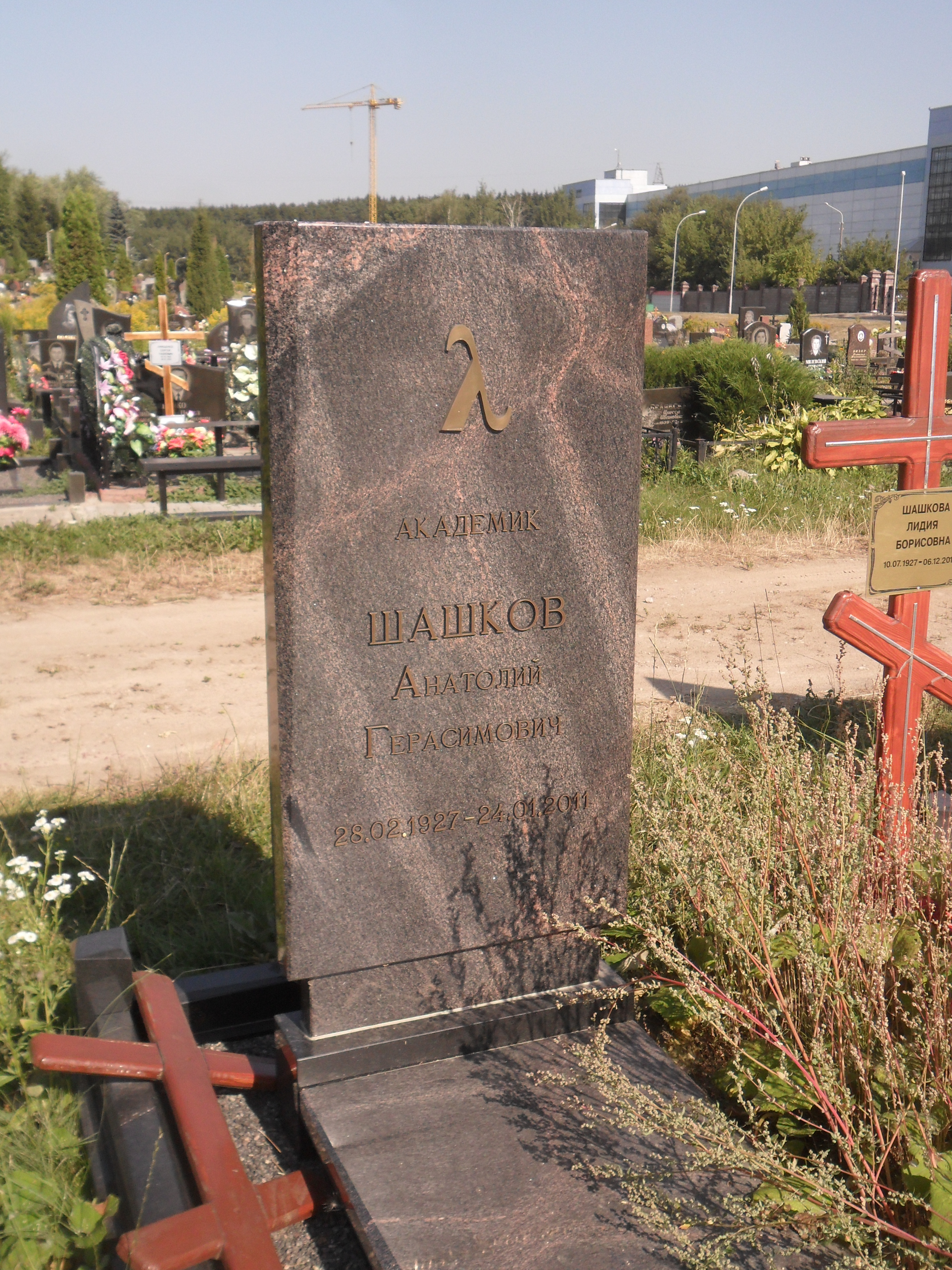
Могила Шашкова на Восточном кладбище Минска.

Родился 28 февраля 1927 года в Гомеле. В 1949 году он окончил Среднеазиатский политехнический институт. С 1955 года работал в Институте тепло- и массообмена Академии наук Белорусской ССР, пройдя путь от старшего научного сотрудника до его директора. С 1980 года Шашков занимал должность заместителя директора Института прикладной физики Академии наук Белорусской ССР. В 1976—1988 годах совмещал основную работу с руководством редакцией «Инженерно-физического журнала».
Являлся автором более чем 180 научных работ в области теплофизики, в том числе по проблемам термоанемометрии, процессам переноса тепла, расчёту электрических цепей с теплозависимыми сопротивлениями, проектированию термоанемометрических систем. В 1967 году Шашков защитил докторскую диссертацию, в том же году был утверждён в должности профессора, а в 1970 году был избран членом-корреспондентом Академии наук Белорусской ССР. В 1978 году ему было присвоено звание заслуженного деятеля науки и техники Белорусской ССР, а в 1980 году Шашков был избран академиком.
После распада СССР Шашков занимал должность советника Института тепло- и массообмена Национальной академии наук Белоруссии. Умер 24 января 2011 года, похоронен на Восточном кладбище Минска.
Был также награждён орденом Трудового Красного Знамени и медалью.